# Europese weg 014
De Europese Weg 014 of E014 is een Europese weg die loopt van Üsharal (Үшарал) in Kazachstan naar Dostyq in Kazachstan.

## Algemeen
De Europese weg 014 is een Klasse B-verbindingsweg en verbindt het Kazachse Uşaral met het Kazachse Dostyq en komt hiermee op een afstand van ongeveer 190 kilometer. De route is door de UNECE als volgt vastgelegd: Üsharal (Үшарал) - Dostyq.